# Pumafell

Zwei Pumafelle
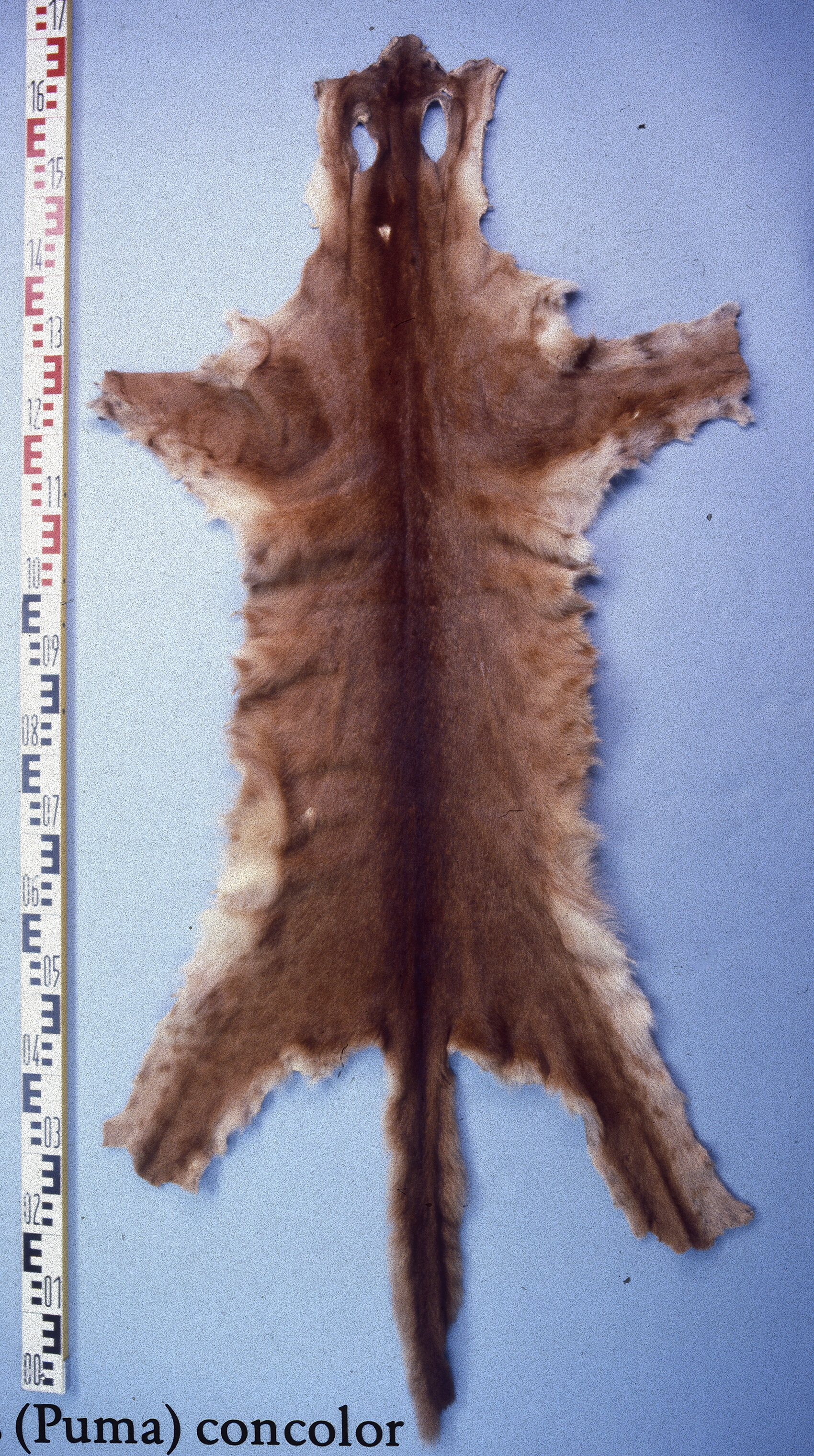
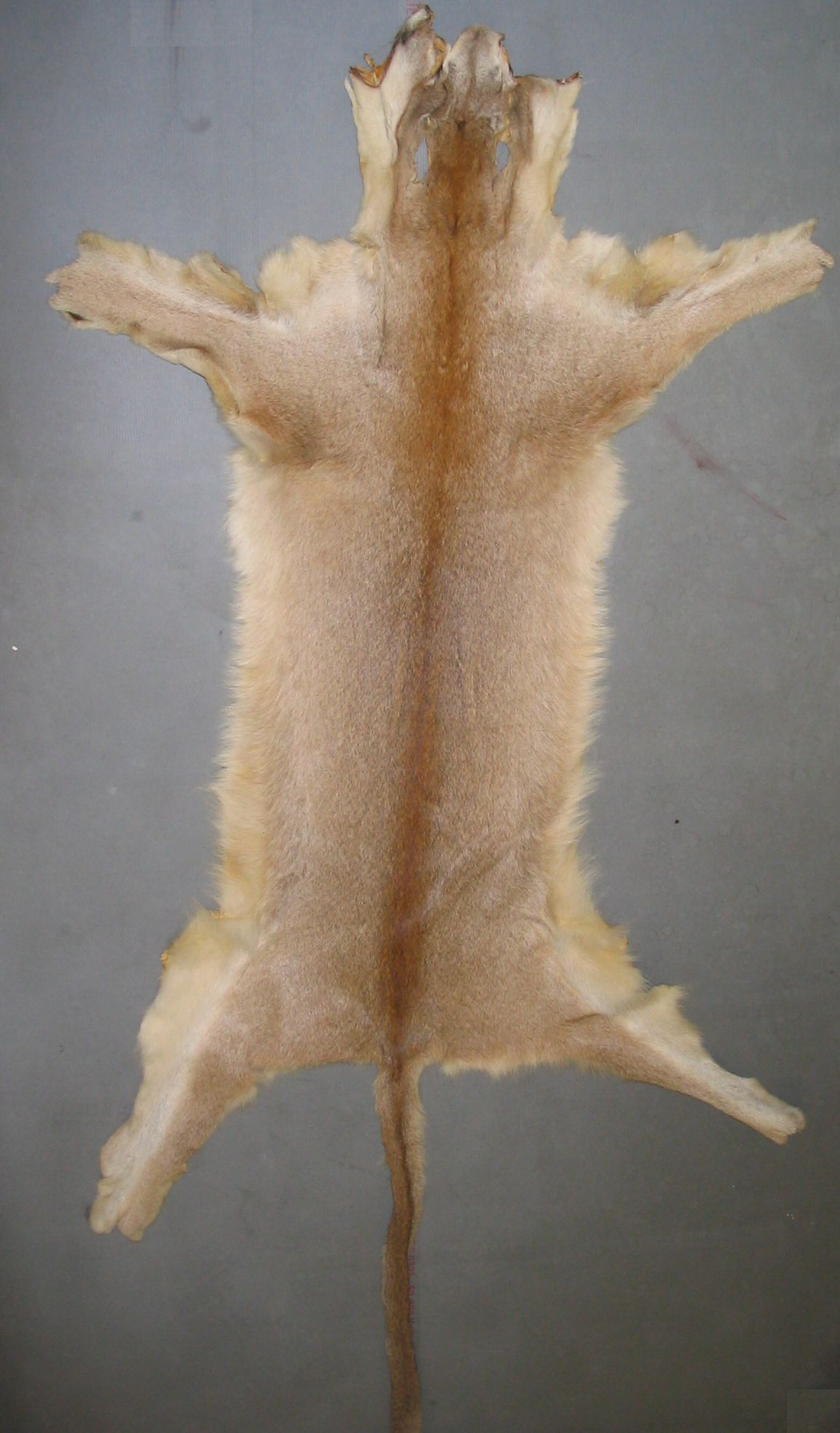

Das Pumafell, der auch Berglöwe, Silberlöwe, südamerikanischer Löwe und Kuguar genannten amerikanischen Katzenart, war fast immer nur in sehr geringer Menge im Handel. Pumafelle wurden vor allem zu Pelzdecken und Vorlegern verarbeitet. In einer Zeit größeren Anfalls wurden sie auch in geringem Umfang für Kleidungszwecke verwendet, als Verbrämung und auch versuchsweise geschoren und mit einem Leopardenmuster versehen.
Inzwischen wurden mehrere Unterarten des Puma in Anhang I der Washingtoner Artenschutzübereinkommens aufgenommen, die übrigen Unterarten in Anhang II.
Der Puma wird von der Weltnaturschutzunion (IUCN) als „nicht gefährdet“ geführt („Least Concern“).
- Schutzstatus:

Felidae spp., geschützt gemäß dem Washingtoner Artenschutzübereinkommen Anhang I; nach der EG-Verordnung 750/2013 Anhang B und besonders geschützt nach dem Bundesnaturschutzgesetz.
Detaillierte Schutzdaten: Erstlistung seit dem 24. April 1977. Besonders geschützt nach dem Bundesnaturschutzgesetz seit 31. August 1980.
Die Unterarten Puma concolor coryi, Puma concolor costaricensis und Puma concolor couguar werden bereits seit dem 20. Juni 1976 in Anhang I WA geschützt, die Unterarten Puma concolor azteca, Puma concolor mayensis und Puma concolor missoulensis seit dem 20. Juni 1976 in Anhang II WA. Für den Gattungsnamen Puma wurde damals das Synonym Felis genutzt.

## Vorkommen
Der Puma kam auf dem ganzen amerikanischen Kontinent vor, von Mittel- und Westkanada bis zur Südspitze Argentiniens (Feuerland). Auf Grund der starken Verfolgung, insbesondere in Nordamerika, lebt er jetzt im Norden nur noch an der Westküste Kanadas und in den Rocky Mountains, durch Schutzmaßnahmen ist er dort inzwischen wieder häufiger geworden. Auch in Mittel- und Südamerika dürfte er selten geworden sein.

## Fell
Die Kopfrumpflänge des Puma beträgt 120 bis 150 Zentimeter, hinzu kommt der Schwanz mit etwa 65 Zentimeter, er ist kleiner als der ebenfalls in Amerika beheimatete Jaguar. Felle männlicher Tiere sind größer als die von weiblichen. Die um den Äquator herum beheimateten Pumas sind die kleinsten Formen, während jene im äußersten Norden und Süden des Verbreitungsgebietes am größten sind.
Die Grundfärbung reicht von grau, silbergrau, rötlich, leuchtend rot bis rostbraun und dunkelzimtbraun, die Rückenmitte (Grotzen) ist dunkler, der Bauch ist heller. Die Schwanzspitze ist dunkel. Die Andenformen sind besonders düster gefärbt. In den südlichsten und nördlichsten Randgebieten des Vorkommens herrschen bräunliche Töne vor, wohingegen die kurzhaarigen Tropenformen leuchtend rote Töne aufweisen. Die Musterung ist bei den langhaarigen Arten bis zur Unkenntlichkeit verblasst. Schwarze Pumas sind selten. Jungtiere weisen ein Muster aus dunklen Flecken und Streifen auf gelbbraunem Grund auf, das sich zwischen dem Alter von 8 Monaten und 16 bis 17 Monaten fast ganz verliert.
Das Haar ist kurz, glatt, dicht und etwas grob, die Unterseite ist langhaariger.

## Handel, Geschichte

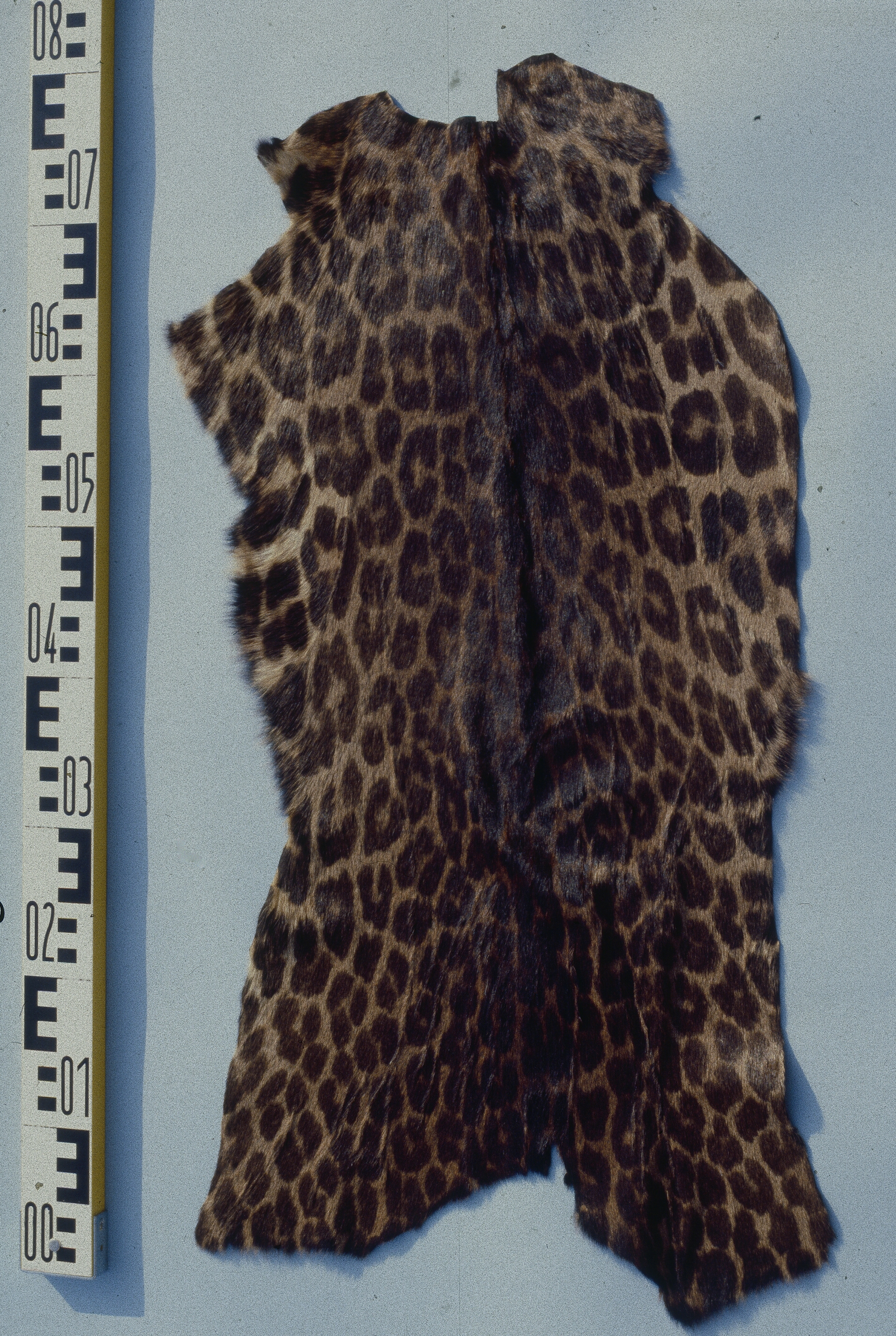
Pumafell mit Leoparddruck

Da die Felle meist in den Ursprungsgebieten verarbeitet wurden, kamen jährlich jeweils nur wenige hundert Felle in den internationalen Handel. Ursprünglich wurde für das Erlegen des als Viehdieb gefürchteten Pumas in vielen Gegenden ein Kopfgeld bezahlt, heute ist er weitgehend geschützt. Große, intakte Felle mit Zähnen und Krallen erzielten einen guten Preis, wenn auch der Kopf noch unbeschädigt war, so dass daraus Wanddekorationen gearbeitet werden konnten. Der wesentliche Erlös für den gewerblichen Trapper lag jedoch meist in der Fangprämie, die Anfang des 20. Jahrhunderts 15 bis 20 Dollar pro Fell betrug. Die Hauptmenge waren deshalb auch Felle aus diesem Aufkommen. Für diese, meist beschädigten Felle wurden vom Händler im Jahr 1915 zwei bis sechs Dollar das Fell gezahlt, vielleicht auch ein wenig darüber.
Der Handel klassifizierte Pumafelle in drei Größen, die gelegentlich etwas abweichen konnten: groß (5 Fuß = 152 cm, gemessen von der Nase bis zur Schwanzspitze), mittel (4 Fuß = 122 cm) und klein (6 Inch = 15 cm bis 1 Fuß = 30 cm unter mittel). Größen von 10 bis 11 Fuß, von denen immer wieder berichtet wurde, wurden als unrealistisch, bei Überprüfung vielleicht auf 9 Fuß (274 cm) oder weniger zu korrigieren, angesehen. Die Farbe spielte bei der Bewertung kaum eine Rolle. Die schönsten Felle lieferte Patagonien, sie sind silbergrau (Silberlöwe) und haben, wie die Felle aus den nördlichen Regionen, ein besonders dichtes und volleres (rauches) Fell.
Die Felle kamen offen, nicht rund abgezogen in den Handel.
Das Pumafell wurde zumindest damals vom Rauchwarenhandel eigentlich nicht als richtiger Pelz angesehen. Ein Großteil der Felle wurde von den Jägern als Jagdtrophäe behalten oder diente anderweitig als Wand- oder Bodenschmuck. Im Jahr 1937, Wohnräume und Fahrzeuge waren noch nicht im heutigen Maß beheizt, waren Decken, vor allem Autodecken, noch ein wesentlicher Kürschnerartikel. In diesem Jahr steht in einem Fachbuch: „Pumafelle eignen sich kaum für Galanterie und Fertigkleidung und werden fast ausschließlich zu Vorlegern und Decken verarbeitet“, oder an anderer Stelle, 23 Jahre zuvor: „da sie höchstens als naturalisierte oder wattierte Vorleger Verwendung finden“. Die Saison 1967/68 wird als der Zeitpunkt genannt, zu dem das Pumafell für Pelzzwecke in geringem Umfang in Gebrauch kam.
Im Jahr 1965 wurde der Fellverbrauch für eine für einen Pumamantel ausreichende Felltafel mit 4 bis 8 Fellen angegeben (sogenanntes Mantel-„Body“). Zugrundegelegt wurde eine Tafel mit einer Länge von 112 Zentimetern und einer durchschnittlichen Breite von 150 Zentimetern und einem zusätzlichen Ärmelteil. Das entspricht etwa einem Fellmaterial für einen leicht ausgestellten Mantel der Konfektionsgröße 46 des Jahres 2014. Die Höchst- und Mindest-Fellzahlen können sich durch die unterschiedlichen Größen der Geschlechter der Tiere, die Altersstufen sowie deren Herkunft ergeben. Je nach Pelzart wirken sich die drei Faktoren unterschiedlich stark aus.
Der Versuch, die Felle zu scheren und mit einem Leopardenmuster bedruckt zu vermarkten, hat sich nicht durchgesetzt.

## Zahlen, Fakten

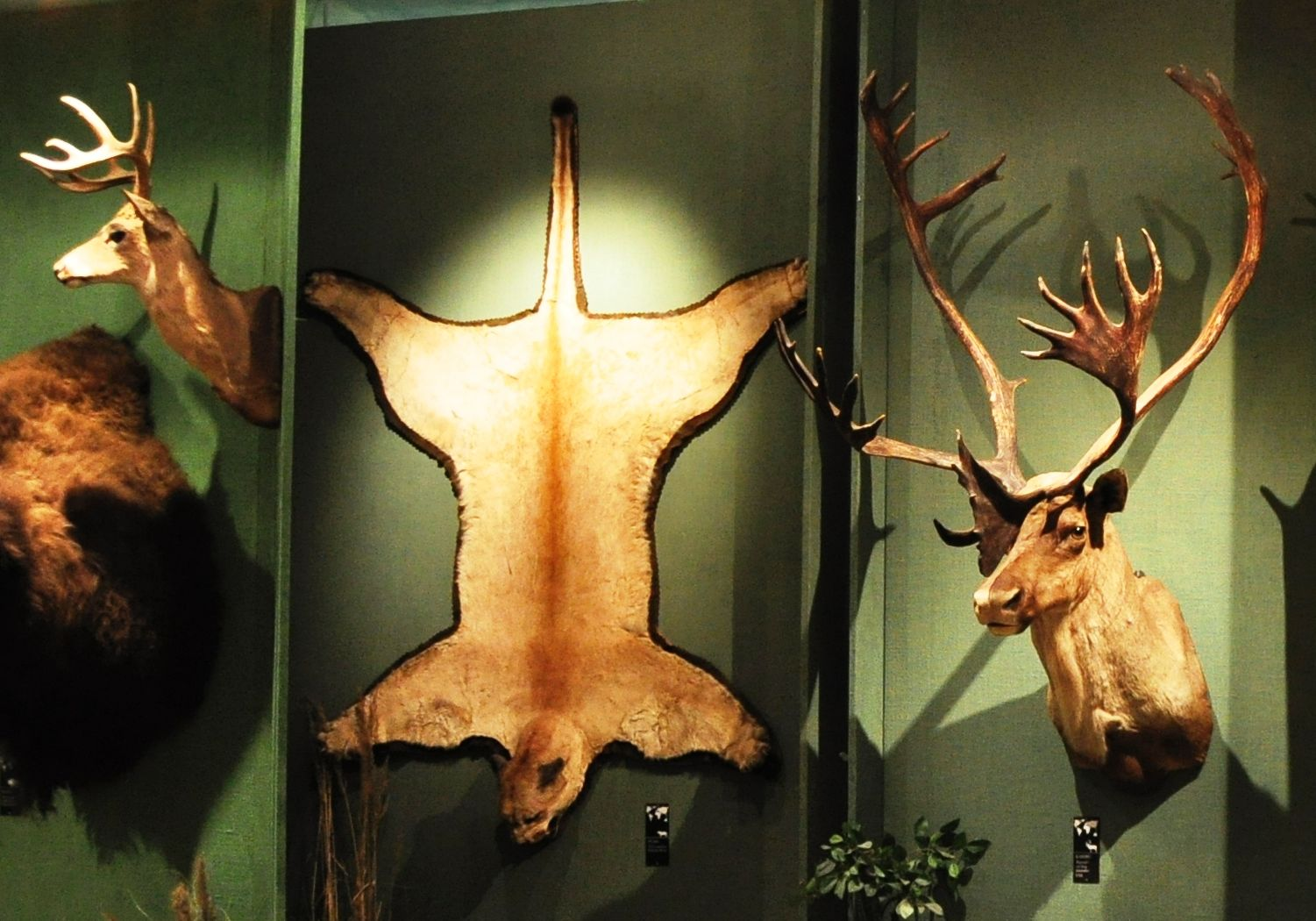
Ausgearbeitetes Pumafell, Jagdtrophäe im Jagd- und Reitereimuseum in Warschau

- 1907 kamen laut Emil Brass aus Nordamerika jährlich 1000 Pumafelle auf den Weltmarkt.[13]
- 1911 schreibt Brass: „Im allgemeinen ist das Fell für den Rauchwarenhandel nicht viel wert, höchsten 10 Mk. per Stück.“[14]
- 1922 kostete ein Pumafell im argentinischen Großhandel 10 bis 14 argentinische Papierpesos, ein Leopardfell („Tigerfell“) 75 bis 85 Pesos.[15]
- 1923-1924 kamen laut Brass an Jaguar und Pumafellen zusammengefasst im Jahresdurchschnitt aus Nordamerika 1000 Felle, aus Südamerika ebenfalls 1000 Felle in den Handel.[13]
- 1934/1935, Leipziger Experten berichteten in den 1970er Jahren, dass 1934/1935 Pumafelle ballenweise angeboten wurden, zum Preis von 3,- Schilling das Stück.[13]
- 1988 wurde der Anfall von Pumafellen mit jährlich 200 bis 300 angegeben.[1]

## Anmerkung
1. ↑  Die Angabe für ein Body erfolgte nur, um die Fellsorten besser vergleichbar zu machen. Tatsächlich wurden nur für kleine (bis etwa Bisamgröße) sowie für jeweils gängige Fellarten Bodys hergestellt, außerdem für Fellstücken. Folgende Maße für ein Mantelbody wurden zugrunde gelegt: Körper = Höhe 112 cm, Breite unten 160 cm, Breite oben 140 cm, Ärmel = 60 × 140 cm.

## Belege
1. 1 2 3 4 5  Christian Franke/Johanna Kroll: Jury Fränkel´s Rauchwaren-Handbuch 1988/89. 10. überarbeitete und ergänzte Neuauflage, Rifra-Verlag Murrhardt, S. 98.
2. ↑  https://www.iucnredlist.org Zuletzt abgerufen am 22. Dezember 2014.
3. 1 2  Wisia-online Bundesamt für Naturschutz. Zuletzt abgerufen am 22. Dezember 2014.
4. ↑  R. M. Nowak: Walker's Mammals of the World. Bd. 1. Johns Hopkins University Press, Baltimore 1999, ISBN 0-8018-5789-9, S. 818 f.
5. ↑  www.tiergarten-neustrelitz.de: Tier des Monats 2013, Puma (Memento vom 3. Januar 2015 im Internet Archive). Abgerufen am 22. Dezember 2014.
6. ↑  Milan Novak u. a., Ministry of Natural Resources: Wild furbearer management and conservation in North America. Ontario 1987, S. 658 (engl.). ISBN 0-7778-6086-4
7. 1 2 3  A. R. Harding: Fur Buyer's Guide. A. R. Harding, Columbus, Ohio 1915, S. 342–344 (engl.)
8. ↑  Friedrich Kramer: Vom Pelztier zum Pelz. Arthur Heber & Co, Berlin 1937, S. 43.
9. ↑  H. Werner: Die Kürschnerkunst. Verlag Bernh. Friedr. Voigt, Leipzig 1914, S. 94.
10. ↑  David G. Kaplan: World of Furs. Fairchield Publications. Inc., New York 1974, S. 176 (engl.).
11. ↑  Paul Schöps u. a.: Der Materialbedarf für Pelzbekleidung. In: Das Pelzgewerbe Jg. XVI / Neue Folge 1965 Nr. 1, Hermelin-Verlag Dr. Paul Schöps, Berlin u. a., S. 7–12.
12. ↑  Fritz Schmidt: Das Buch von den Pelztieren und Pelzen. F. C. Mayer Verlag, München 1970, S. 153–155.
13. 1 2 3  Paul Schöps: Die Weltproduktion an Fellwerk der Großkatzen. In: Hermelin XLI Nr. 6, Berlin und Leipzig, 1972, S. 5.
14. ↑  Emil Brass: Aus dem Reiche der Pelze. 1. Auflage, Verlag der „Neuen Pelzwaren-Zeitung und Kürschner-Zeitung“, Berlin 1911, S. 470–472.
15. ↑  Redaktion: Südamerikanischer Pelzwarenmarkt. In: Der Rauchwarenmarkt, Berlin 14. Januar 1922, S. 3. Primärquelle Fur Trades Review, nach einem Bericht der Firma Stiernspetz & Johnson, Buenos Aires.